# 矢本町
矢本町（やもとちょう）は、宮城県の東部にあった町。
太平洋に面し、航空自衛隊松島基地がある町として知られ、毎年7月（最終土、日曜日）には松島基地航空祭が開かれる。松島基地はブルーインパルスのホームベースで、日本各地から訪れるファンも多い。
2005年4月1日に隣接する鳴瀬町と合併し、東松島市となった。

## 地理
- 山：滝山（及び、滝山を含む桃生丘陵）
- 河川: 定川（町の東部）

### 隣接していた自治体
- 鳴瀬町：西側
- 南郷町：北西側
- 河南町：北側
- 石巻市：東側

## 歴史

### 沿革
- 1889年（明治22年）4月1日 - 町村制施行にともない、矢本村・大曲村・小松村の計3か村が合併して鷹来（たかぎ）村が発足。
- 1940年（昭和15年）4月1日 - 町制施行し、矢本町となる。
- 1955年（昭和30年）5月3日 - 赤井村・大塩村と合併し、新制の矢本町が発足。
- 2005年（平成17年）4月1日 - 鳴瀬町と合併し、東松島市となる。

## 行政

### 首長
- 歴代鷹来村長

| 代 | 氏名         | 就任                   | 退任                      | 備考 |
| -- | ------------ | ---------------------- | ------------------------- | ---- |
| 1  | 桜井五兵衛   | 明治22年（1889年）4月  | 明治24年（1891年）3月     |      |
| 2  | 木村茂左ェ門 | 明治24年（1891年）3月  | 明治26年（1893年）11月    |      |
| 3  | 阿部亀太郎   | 明治26年（1893年）11月 | 明治29年（1896年）9月     |      |
| 4  | 阿部嘉左ェ門 | 明治29年（1896年）10月 | 明治31年（1898年）12月    |      |
| 5  | 男沢文四郎   | 明治31年（1898年）12月 | 明治34年（1901年）12月    |      |
| 6  | 佐藤久三郎   | 明治35年（1902年）1月  | 明治39年（1906年）1月     |      |
| 7  | 及川長左ェ門 | 明治39年（1906年）3月  | 明治39年（1906年）7月     |      |
| 8  | 大江常五郎   | 明治39年（1906年）8月  | 明治41年（1908年）6月     |      |
| 9  | 石垣卯吉     | 明治41年（1908年）8月  | 明治44年（1911年）1月     |      |
| 10 | 菅原喜蔵     | 明治44年（1911年）2月  | 明治45年（1912年）2月     |      |
| 11 | 門岡幸蔵     | 明治45年（1912年）3月  | 大正5年（1916年）3月      |      |
| 12 | 長江雄四郎   | 大正5年（1916年）5月   | 大正5年（1916年）7月      |      |
| 13 | 武田常治     | 大正5年（1916年）9月   | 大正8年（1919年）7月      |      |
| 14 | 熊谷豊三郎   | 大正8年（1919年）12月  | 大正11年（1922年）6月     |      |
| 15 | 大江憲治郎   | 大正11年（1922年）7月  | 昭和13年（1938年）8月     |      |
| 16 | 新田利左ェ門 | 昭和13年（1938年）8月  | 昭和15年（1940年）3月31日 |      |

- 歴代矢本町長

昭和の合併以前
| 代 | 氏名           | 就任                     | 退任                     | 備考         |
| -- | -------------- | ------------------------ | ------------------------ | ------------ |
| 1  | 新田利左ェ門   | 昭和15年（1940年）4月1日 | 昭和15年（1940年）5月    | 村長より留任 |
| 2  | 佐藤久治右ェ門 | 昭和15年（1940年）6月    | 昭和17年（1942年）8月    |              |
| 3  | 大江憲治郎     | 昭和17年（1942年）8月    | 昭和20年（1945年）8月    |              |
| 4  | 千葉隆三郎     | 昭和20年（1945年）8月    | 昭和22年（1947年）2月    |              |
| 5  | 大江真志次     | 昭和22年（1947年）4月    | 昭和30年（1955年）5月2日 |              |

昭和の合併以後
初代 - 片倉舜一郎
- 閉町時の町長：大森栄治郎

## 経済
農産物が豊か。お米（ササニシキ、ひとめぼれ）、野菜（とうもろこし、レタス、ブロッコリー、ナス、ピーマンなどなど）、魚もおいしい。海苔の養殖も盛ん。

### 産業
- 主な産業：小売・販売業が産業人口の約41%、建設・製造業が約29%
- 産業人口：15,085人（2000年（平成12年）10月1日現在）
- 第一次産業就業人口比率：22.5%（1990年）
- 第二次産業就業人口比率：24.9%（1990年）
- 第三次産業就業人口比率：52.6%（1990年）

## 姉妹都市・提携都市

### 国内
- 更別村（北海道）
  - 平成9年（1997年）友好都市提携

## 教育

### 幼稚園
- 矢本幼稚園（矢本町矢本字河戸33番地82）
- 矢本中央幼稚園（矢本町矢本字大溜81番地）
- 大曲幼稚園（矢本町大曲字寺前61番地2）

### 小学校
- 矢本町立矢本東小学校（矢本町矢本字大溜126番地1）
- 矢本町立矢本西小学校（矢本町矢本字四反走63番地）
- 矢本町立大曲小学校（矢本町大曲字寺前5番地2）
- 矢本町立赤井小学校（矢本町赤井字中二号11番地1）
- 矢本町立赤井南小学校（矢本町赤井字川前一107番地）
- 矢本町立大塩小学校（矢本町大塩字中沢下5番地）

### 中学校
- 矢本町立矢本第一中学校（矢本町小松字上浮足194番地）※スクールカウンセラー配置校
- 矢本町立矢本第二中学校（矢本町赤井字川前一16番地1）※心の教室相談員配置校

### 高等学校
- 宮城県石巻西高等学校（矢本町赤井字七反谷地27）
- 宮城県矢本高等学校（矢本町矢本字上河戸16）

## 交通

### 空港
- 仙台空港から列車で約2時間

### 鉄道路線
- 東日本旅客鉄道
  - 仙石線：鹿妻駅 - 矢本駅 - 東矢本駅 - 陸前赤井駅

### 道路
- 高速道路
  - 三陸沿岸道路 矢本PA - 矢本IC - 石巻港IC
- 一般国道
  - 国道45号
- 都道府県道
  - 宮城県道16号石巻鹿島台大衡線
  - 宮城県道43号矢本河南線
  - 宮城県道204号河南鳴瀬線
  - 宮城県道205号矢本停車場線
  - 宮城県道243号大塩小野停車場線
  - 宮城県道247号石巻工業港矢本線
  - 宮城県道251号石巻港インター線

## 名所・旧跡・観光スポット・祭事・催事
- やもとクロスカントリー大会（1月第4日曜日→11月第4日曜日）
- 滝山桜まつり（4月中旬　滝山公園）
- やもと夏まつり（7月又は8月の土曜日（航空祭前日の場合多し））
- 航空自衛隊松島基地航空祭（7月または8月）
- ヤッくん秋祭り（10月下旬 - 11月上旬）

## 作品
- 『二つのハーモニカ』（神山征二郎監督、1976年10月公開、近代映画協会） - 東京から矢本への疎開少年、地元のガキ大将、矢本空の出征が迫る海軍特攻隊員の飛行兵との、ハーモニカによる「椰子の実」を通した物語。日本映画監督協会新人賞受賞作品。

## 出身人物
- 相澤タロウイチ - イラストレーター・絵本作家
- 阿部豊 - 俳優・映画監督
- 久保田祐子 - FM岩手アナウンサー
- 白岩亮治 - 大相撲力士